# Documento unico per la valutazione dei rischi da interferenze
La realizzazione del documento unico per la valutazione rischi da interferenze (più conosciuto con l'acronimo DUVRI, a volte DVRI) è un obbligo in materia di sicurezza del lavoro, introdotto dall'art. 26 del  testo unico sulla sicurezza del lavoro (D. Lgs. n. 81/2008), che ha codificato in un unico testo quanto disposto da varie normative e che riprende il disposto contenuto nell'art. 7 del D.Lgs. 626/94, sostituendolo.

## Origine del DUVRI
La denominazione DUVRI, non inserita nel citato testo unico, ma divenuta ormai d'uso comune, deriva dalla determinazione n. 3/2008 dell'Autorità per la vigilanza sui contratti pubblici di lavori, servizi e forniture, pubblicata sulla G.U. n. 64 del 15 marzo 2008, recante norme sulla sicurezza nell'esecuzione degli appalti relativi a servizi e forniture, sulla predisposizione del documento unico di valutazione dei rischi e sulla determinazione dei costi della sicurezza.

## Contenuto
Il DUVRI deve essere elaborato qualora un'impresa esterna intervenga nell'unità produttiva per effettuare lavori di manutenzione o impiantare cantieri temporanei non soggetti all'obbligo di stesura del Piano di sicurezza e coordinamento, in conformità a quanto disposto dal dall'art. 26 del D.Lgs. 81/2008 (corretto dal D.Lgs. 106/2009), ove recita:
(art. 26, comma 3 del D.Lgs. 81/2008)
La redazione di tale documento, quindi, è onere dell'azienda committente, sia essa pubblica o privata; quest'ultima è tenuta a contattare il proprio fornitore che deve, prima di iniziare l'attività prendere visione dei rischi riportati sul DUVRI e riconsegnarlo al committente vistato per accettazione.

## DUVRI e cantieri temporanei o mobili
L'articolo 96, comma 2 del D. lgs. 81/2008 dispone, in parole povere, che PSC e POS sostituiscono il DUVRI. In particolare:
all'articolo 100, nonché la redazione del piano operativo di sicurezza costituiscono, limitatamente al singolo
cantiere interessato, adempimento alle disposizioni di cui all'articolo 17 comma 1, lettera a), all’articolo 26, commi
1, lettera b), 2, 3, e 5, e all’articolo 29, comma 3.»
(art. 96, comma 2 del D. lgs. 81/2008)

## Finalità del DUVRI
I principali scopi del DUVRI, sono:
- valutare i rischi derivanti dalle interferenze reciproche dovuti alle due diverse attività (ad esempio uso di sostanze pericolose, formazione di scintille in ambienti con rischio esplosione, presenza di rischio chimico, manomissione e intralcio delle via di fuga etc.);
- indicare le misure adottate per eliminare i rischi da interferenza;
- indicare le misure adottate per ridurre al minimo i rischi non eliminabili;
- verificare che le maestranze incaricate dei lavori siano in possesso dei requisiti tecnici adeguati;
- accertare che le maestranze incaricate dei lavori siano in regola con le posizioni assicurative INAIL;
- è strumento per individuare i costi della sicurezza.

Sono esclusi dal campo di applicazione solo gli interventi esterni configurabili come prestazioni intellettuali e le semplici attività di consegna di merce o beni.
Il DUVRI deve essere allegato al contratto d'appalto o d'opera.

## Esclusioni
- Nei contratti rientranti nel campo di applicazione del Titolo IV del D.lgs. 81/2008, l'analisi dei rischi da interferenze e la stima dei costi sono contenuti nel Piano di sicurezza e coordinamento e quindi non è necessaria la redazione del DUVRI.